# Benoît Laporte
Benoît Laporte (Montréal, 14 giugno 1960) è un allenatore di hockey su ghiaccio ed ex hockeista su ghiaccio canadese naturalizzato francese.

## Carriera

### Giocatore
Benoît Laporte è un franco-canadese che ha giocato 138 volte con la maglia della nazionale francese ed ha partecipato a sei Campionati del Mondo (tre di gruppo A e tre di gruppo B) e due Olimpiadi (Albertville e Lillehammer).
A livello di club, dopo le giovanili in QMJHL con Olympiques de Hull (1977-78), Cataractes de Shawinigan (1978), Draveurs de Trois-Rivières (1978-80) e nuovamente Olympiques de Hull (1980), ha giocato in diverse minors nordamericane fino al 1984, quando si ritirò dall'hockey giocato.
Nel 1987 è sbarcato in Francia, dove ha ricominciato a giocare e dove ha militato fino al termine della carriera. Due sono state le sue squadre: Diables Rouges de Briançon (1987-89) e Dragons de Rouen (1989-1997). Dal 1994 al 1997 è stato allenatore-giocatore del Rouen.

### Allenatore
Come allenatore ha allenato dal 1994 al 1997 il Rouen (vincendo il Torneo Sei Nazioni nel 1996), dal 1997 al 2000 a Losanna, dal 2000 al 2003 ad Asiago (campione d'Italia nel 2001), dal 2003 al 2005 ad Augusta, dal 2005 al 2008 a Norimberga (vice campione DEL e miglior allenatore DEL nel 2007). Dopo l'uscita del Norimberga dai play-off ai quarti della stagione 2007-2008, Laporte fu licenziato, e terminò la stagione allenando in Svizzera l'EHC Basel.
Nel 2008-2009 tornò in Germania, dove fu messo sotto contratto per due stagioni dall'ERC Ingolstadt, che però lo licenziò già a novembre. Per il 2009-2010 si è accasato in Svizzera, dove ha allenato l'HC Ambrì-Piotta fino all'11 ottobre 2010, giorno del suo esonero (a causa dell'ultimo posto in classifica dall'inizio del campionato 2010-2011). Dal 2010 fino al 2014 fu capo allenatore degli Hamburg Freezers.

### Scouting
L'HCAP lo ha assunto anche come direttore sportivo, attività che lo ha impegnato fino al 18 ottobre 2010, giorno in cui gli è subentrato Jean-Jacques Aeschlimann.

## Palmarès

### Giocatore

#### Club
- Campionato francese: 4

Rouen: 1989-1990, 1991-1992, 1992-1993, 1993-1994
- Torneo Sei Nazioni

Rouen: 1995-1996

### Allenatore

#### Club
- Campionato italiano: 1

Asiago: 2000-2001
- Coppa Italia: 2

Asiago: 2000-2001, 2001-2002